# Kasachische Eishockeymeisterschaft 2007/08
Die Saison 2007/08 war die 16. Spielzeit der kasachischen Eishockeyprofiliga. Die Vorrunde startete mit sieben Mannschaften. In der Finalrunde kamen drei weitere hinzu, die eigentlich in den Ligen des Russischen Eishockeyverbandes beheimatet waren. Den Titel des Kasachischen Meisters sicherte sich Barys Astana. Der Klub aus der Hauptstadt gewann im achten Jahr seines Bestehens seinen ersten nationalen Titel überhaupt. Parallel wurde zum insgesamt sechsten Mal der Kasachische Eishockeypokal ausgetragen, den Kaszink-Torpedo Ust-Kamenogorsk gewann.

## Modus
In der Vorrunde spielten sieben Mannschaften – darunter die Zweitvertretungen von Barys Astana, Kaszink-Torpedo Ust-Kamenogorsk und dem HK Kasachmys Satpajew – die drei freien Plätze für die Finalrunde aus. Die Mannschaften spielten in der Vorrunde eine Vierfachrunde, so dass jede Mannschaft auf die Anzahl von 24 Spielen kam. Die drei Mannschaften mit den meisten Punkten qualifizierten sich für die Finalrunde um die Meisterschaft.
Die drei Qualifikanten aus der Vorrunde trafen in der Finalrunde auf die drei Wysschaja-Liga-Teilnehmer Barys Astana,  Kaszink-Torpedo Ust-Kamenogorsk und der HK Kasachmys Satpajew. Die drei Mannschaften, die die Saison in den Ligen des Russischen Eishockeyverbandes verbracht hatten, waren für die Finalrunde bereits im Vorfeld gesetzt gewesen.
In der Finalrunde spielten die sechs Teilnehmer in einer Einfachrunde mit fünf Spielen pro Mannschaft den Titel des Kasachischen Meisters aus.
Für einen Sieg in der regulären Spielzeit von 60 Minuten erhielt eine Mannschaft drei Punkte, der unterlegene Gegner ging leer aus. Bei einem Unentschieden ging es erstmals überhaupt in die Verlängerung. Wenn dort kein Tor fiel und es beim Unentschieden blieb, erhielt jede Mannschaft einen Punkt. Bei einem Treffer erhielt der Sieger noch zwei Punkte, der Verlierer musste sich mit einem begnügen.

## Meisterschaftsverlauf

### Vorrunde
In der Vorrunde setzten sich der HK Irtysch Pawlodar, Gornjak Rudny und HK Saryarka Karaganda souverän durch. Satpajew und Rudny blieben sogar beide ohne Punktverlust, trafen bei ihren zehn bzw. sechs absolvierten Spielen aber auch nicht direkt aufeinander. Die beiden Reserve-Teams der großen Klubs aus Ust-Kamenogorsk und Astana blieben chancenlos und verpassten die Finalrunde deutlich, ebenso Jenbek Almaty.
Der HK Kasachmys Satpajew entschied sich nach dem zwölften Spieltag dazu, sein zweites Team aus der Meisterschaft zurückzuziehen. Die neue Klubführung sah keinen Wert mehr darin, eine Reservemannschaft zu Ausbildungszwecken zu finanzieren, deren Großteil aus russischen Spielern bestand. Die verbleibenden Spiele des Klubs wurden jeweils mit drei Punkten und 0:0 Toren für den Gegner gewertet.
Abkürzungen: Sp = Spiele, S = Siege, OTS = Siege nach Overtime oder Shootout, OTN = Niederlagen nach Overtime oder Shootout, N = Niederlagen, Pkt = Punkte

Erläuterungen: Finalrunden-Qualifikation
|                                    | Sp | S  | OTS | U | OTN | N  | Tore    | Pkt |
| ---------------------------------- | -- | -- | --- | - | --- | -- | ------- | --- |
| HK Irtysch Pawlodar                | 24 | 21 | 0   | 0 | 0   | 3  | 120:042 | 63  |
| Gornjak Rudny                      | 24 | 19 | 0   | 0 | 0   | 5  | 123:048 | 57  |
| HK Saryarka Karaganda              | 24 | 16 | 0   | 1 | 0   | 7  | 132:069 | 49  |
| Kaszink-Torpedo Ust-Kamenogorsk II | 24 | 11 | 2   | 0 | 0   | 11 | 065:069 | 37  |
| Jenbek Almaty                      | 24 | 5  | 0   | 1 | 2   | 16 | 059:131 | 18  |
| Barys Astana II                    | 24 | 4  | 1   | 0 | 0   | 19 | 040:149 | 14  |
| HK Kasachmys Satpajew II           | 24 | 3  | 0   | 2 | 1   | 18 | 041:078 | 12  |

### Finalrunde
In der Finalrunde, die zwischen dem 1. und 7. Mai in Öskemen ausgetragen wurde, konnte der zukünftige KHL-Teilnehmer Barys Astana seinen ersten nationalen Titelgewinn überhaupt feiern. Bisher hatten nur drei Vizemeisterschaften rund um die Jahrtausendwende zu Buche gestanden. Astana gewann alle fünf Spiele; davon das gegen den späteren Überraschungs-Vizemeister Gornjak Rudny in der Verlängerung. Der Rekordmeister Kaszink-Torpedo Ust-Kamenogorsk musste sich mit dem dritten Rang zufriedenstellen.
Abkürzungen: Sp = Spiele, S = Siege, OTS = Siege nach Overtime oder Shootout, OTN = Niederlagen nach Overtime oder Shootout, N = Niederlagen, Pkt = Punkte
|                                 | Sp | S | OTS | OTN | N | Tore  | Pkt |
| ------------------------------- | -- | - | --- | --- | - | ----- | --- |
| Barys Astana                    | 5  | 4 | 1   | 0   | 0 | 24:09 | 14  |
| Gornjak Rudny                   | 5  | 3 | 0   | 2   | 0 | 23:16 | 11  |
| Kaszink-Torpedo Ust-Kamenogorsk | 5  | 2 | 2   | 0   | 1 | 16:14 | 10  |
| HK Kasachmys Satpajew           | 5  | 2 | 0   | 0   | 3 | 15:19 | 6   |
| HK Irtysch Pawlodar             | 5  | 1 | 0   | 1   | 3 | 16:25 | 4   |
| HK Saryarka Karaganda           | 5  | 0 | 0   | 0   | 5 | 16:27 | 0   |

## Auszeichnungen
| Auszeichnung                             | Spieler                       | Team                            |
| ---------------------------------------- | ----------------------------- | ------------------------------- |
| Wertvollster Spieler (Journalisten-Wahl) | Andrei Gawrilin               | Barys Astana                    |
| Bester Torhüter                          | Alexei Kusnezow               | Barys Astana                    |
| Bester Verteidiger                       | Waleri Obuchow                | HK Kasachmys Satpajew           |
| Bester Stürmer                           | Lew Krutochwostow             | HK Kasachmys Satpajew           |
| Bester Rookie                            | Jewgeni Rymarew               | Kaszink-Torpedo Ust-Kamenogorsk |
| Bester Rookie                            | Jewgeni Boljakin              | HK Irtysch Pawlodar             |
| Topscorer                                | Ilja Solarjow                 | Barys Astana                    |
| Topscorer                                | 7 Punkte (5 Tore + 2 Assists) |                                 |